# Paprika (začimba)
Paprika kot začimba je ostra, polostra ali mila (sladka), pripravljena iz mletih plodov paprike (Capsicum annuum). Beseda paprika je preko madžarščine izposojena iz hrvaškega ali srbskega jezika, kjer »paprena« pomeni »pekoča«; ta beseda pa izvira iz srbskega ali hrvaškega poimenovanja za poper (papar) ter je izposojena iz latinskega izraza za poper (piper).
S papriko se je prva srečala španska kuhinja, prodajali so jo kot španski poper.
V  madžarski kuhinji je paprika postala popularna predvsem med Napoleonovimi vojnami, ko ostale začimbe zaradi pomorske blokade niso bile dostopne. Po papriki je znam predvsem golaž in razne vrste salam.
V francosko kuhinjo jo je vpeljal kuhar Georges Auguste Escoffier. Mleto papriko si je priskrbel z Madžarske in s to madžarsko začimbo požel mednarodno občudovanje. Znani sta bili njegovi jedi piščanec s papriko in madžarski golaž.
Pri kuhanju jo uporabljamo zelo široko, na primer za:
- dušeno meso (golaž, segedinski golaž),
- pikantne juhe (golaževa, paradižnikova),
- paprikaš,
- slane jedi s sirom in skuto (na primer liptavski sir),
- prikuhe iz zelenjavne paprike in paradižnika,
- krompirjev in gobov golaž.